# Glenn Beringen
Glenn Stuart Beringen, född 16 september 1964 i Adelaide i South Australia, är en australisk före detta simmare.
Beringen blev olympisk silvermedaljör på 200 meter bröstsim vid sommarspelen 1984 i Los Angeles.